# Смоленськ-Північний (аеродром)
Смоле́нськ-Півні́чний (рос. Смоленск-Северный) — російський аеродром спільного базування, розташований на 4 кілометри північніше від центру міста Смоленськ.

## Відомості
Збудований у 1920 році. З 1946 по 2009 був місцем дислокації 103-го військово-транспортного авіаполку, а після цього став використовуватися і в цивільних цілях.
Крім того, на аеродромі базується льотно-випробувальна станція Смоленського авіазаводу.

Смоленськ-Північний є аеродромом першого класу, здатний приймати літаки вагою понад 75 тонн. Довжина злітно-посадкової смуги дорівнює 2500 м, а ширина — 49 м.

## Події
10 квітня 2010 року при заході на посадку розбився польський президентський літак Леха Качинського. Президент Польщі, його дружина і все вище керівництво Польщі, що перебувало на борту, загинули. Загалом жертвами катастрофи стало 96 осіб.